# Smittinidae
Famille
Smittinidae est une famille d'ectoproctes de l'ordre Cheilostomatida.

## Liste des genres
Selon World Register of Marine Species (21 mars 2016) :
- genre Aspericreta Hayward & Thorpe, 1990
- genre Breoganipora Souto, Berning & Ostrovsky, 2016
- genre Dakariella Moyano, 1966
- genre Dengordonia Soule, Soule & Chaney, 1995
- genre Dittomesia Gordon, 1989
- genre Hemismittoidea Soule & Soule, 1973
- genre Houzeauina Pergens, 1889 †
- genre Parasmittina Osburn, 1952
- genre Pemmatoporella Hayward & Taylor, 1984
- genre Phylactella Hincks, 1879
- genre Platychelyna Hayward & Thorpe, 1990
- genre Pleurocodonellina Soule & Soule, 1973
- genre Prenantia Gautier, 1962
- genre Pseudoflustra Bidenkap, 1897
- genre Raymondcia Soule, Soule & Chaney, 1995
- genre Smittina Norman, 1903
- genre Smittinella Canu & Bassler, in Bassler, 1934
- genre Smittoidea Osburn, 1952
- genre Thrypticocirrus Hayward & Thorpe, 1988
- genre Tracheloptyx Hayward, 1993